# Bataille terrestre de Damme
 (juillet 2023).
Si vous disposez d'ouvrages ou d'articles de référence ou si vous connaissez des sites web de qualité traitant du thème abordé ici, merci de compléter l'article en donnant les références utiles à sa vérifiabilité et en les liant à la section « Notes et références ».
Conflit entre Capétiens et Plantagenêt - 
Guerre de 1213-1214
Batailles
- Fréteval (1194)
- Gisors (1198)
- Châlus-Chabrol (1199)

- Mirebeau (1202) (en)
- Château-Gaillard (1203-1204)
- Rouen (1204)

- Damme (navale) (1213)
- Damme (terrestre) (1213)
- La Roche-aux-Moines (1214)
- Bouvines (1214)

- Lincoln (1217)
- Douvres (1217)
- Sandwich (1217)

- La Rochelle (1224)

- Taillebourg (1242)

La bataille terrestre de Damme eut lieu le 1er juin 1213, pendant la guerre franco-anglaise de 1213-1214, un épisode du conflit entre Capétiens et Plantagenêts. Elle se déroula après le succès naval obtenu par les Anglais le 31 mai 1213.

## Préparation
Furieux en apprenant la nouvelle de la destruction des navires de transport français à Damme, Philippe II, roi de France et bientôt surnommé « Auguste », mit un terme immédiat au siège de Gand et commença à marcher sur Damme.
Pierre Mauclerc, duc de Bretagne, chevaucha toute la nuit et arriva à Damme vers la troisième heure de la journée, emmenant avec lui une avant-garde de 500 chevaliers. Le gros de l'armée française suivait de près, et fit son entrée dans la ville de Damme le 1er juin.

## Déroulement
L'armée française tomba nez-à-nez avec l'armée anglaise. La première, fraîchement arrivée d'une marche d'une cinquantaine de kilomètres, la seconde, fraîchement débarquée et s'apprêtant à marcher sur Bruges.
Les Français, déjà en ordre de bataille, engagèrent un combat d'une grande violence avec les Anglais. Ces derniers, encore peu remis de la surprise causée par l'arrivée d'une nombreuse armée française, reculaient sous les flèches et les coups de Guillaume II des Barres, un des plus grands chevaliers de l'époque.
Les Anglais ployaient, et finalement, se débandèrent en désordre, laissant 2 000 des leurs sur le terrain, et de nombreux prisonniers. Vingt-deux chevaliers anglais furent faits prisonniers. Guillaume de Longue-Épée parvint à s'enfuir, et avec lui l'armée anglaise qui avait survécu à l'affrontement. Ils rembarquèrent sur leurs navires et allèrent jeter l'ancre près de l'île de Walcheren.

## Conséquences
La victoire française, bien que totale d'un point de vue tactique, eut peu d'effets stratégiques. En effet, la flotte anglaise, intacte, se tenait toujours au large et empêchait les navires de transport français de quitter le port de Damme. Par conséquent, Philippe II donna l'ordre d'incendier le reste des transports français afin qu'ils ne tombent pas entre les mains des Anglais, puis s'en retourna conquérir les Flandres avec succès.